# Listă de companii de retail de IT din România
Aceasta este o listă de companii de retail de IT din România, notabile:
- Diverta
- Flamingo International
- Intend Computer
- Romsoft
- Ultrapro
- PC Garage
- OnLaptop
- Media Galaxy
- EvoMAG
- eMAG

IT și electrocasnice
- Altex
- Domo
- Flanco